# Charles Labie
François-Victor Labie dit Charles Labie, né dans l'ancien 2e arrondissement de Paris le 23 juillet 1803 (4 thermidor an XI) et mort le 14 janvier 1881 à Lyon 2e , est un poète et un auteur dramatique français.

## Biographie
C'est grâce au discours de réception de Joséphin Soulary prononcé le 11 juillet 1882 en séance publique à l'Académie des sciences, belles-lettres et arts de Lyon que nous connaissons le détail de la vie et de l'œuvre de Labie.
Ses pièces ont été représentées sur les plus grandes scènes parisiennes : théâtre de la Gaîté, théâtre du Palais-Royal, théâtre de la Porte-Saint-Martin, théâtre des Variétés, théâtre du Vaudeville, entre autres, et lyonnaises - théâtre des Célestins, théâtre du Gymnase - pendant une quarantaine d'années de 1834 à 1875.

## Œuvres
Selon Joséphin Soulary, Charles Labie est l'auteur de 52 pièces dont 21 ont été imprimées.
- 1834 : Le Commis et la Grisette, vaudeville en 1 acte, avec Paul de Kock et Charles Monier, au théâtre du Palais-Royal (10 juillet)
- 1836 : Jeune fille et Roi, vaudeville en 1 acte mêlée de chants tirée d'une nouvelle de Mme Desbordes-Valmore, avec Joanny Augier, au théâtre du Panthéon (20 février)
- 1836 : Une nuit de Venise, grande scène en 6 parties, musique de Louis-Antoine Jullien, au Jardin-Turc
- 1837 : Le Cauchemar, revue lyonnaise de 1836, vaudeville épisodique en 1 acte, avec Joanny Augier, au théâtre du Gymnase de Lyon (6 janvier)
- 1837 : Micaëla, ou la Folle de Marie de Bourgogne, drame en 3 actes mêlé de chants tiré d'une nouvelle d'Alphonse Royer, avec Joanny Augier, musique d'Antoine Maniquet, au théâtre du Gymnase de Lyon (28 février)
- 1837 : Les Giboulées de mars, poisson d'avril en 11 morceaux, avec Eugène de Lamerlière au théâtre de Lyon (9 avril)
- 1837 ; Julie et Saint-Preux, ou la Nouvelle Héloïse, mélodrame en 3 actes, avec Charles Desnoyer et Joanny Augier, au théâtre de la Gaîté
- 1837 : L'Ombre de Nicolet, ou De plus fort en plus fort !, vaudeville épisodique en 1 acte, avec Charles Desnoyer, au théâtre de la Gaîté (9 septembre)
- 1839 : Les Femmes laides de Paris, vaudeville en 1 acte, avec Joanny Augier, au théâtre des Folies-Dramatiques (29 août)
- 1839 : La Maupin, ou Une vengeance d'actrice, comédie-vaudeville en 1 acte, avec Joanny Augier, au théâtre de la Gaîté (8 décembre)
- 1839 : Le Mauvais sujet, vaudeville en 1 acte, avec Joanny Augier et Adolphe Salvat, au théâtre de l'Ambigu-Comique (juillet)
- 1840 : Le Lion et le Rat, vaudeville en 2 actes, avec Saint-Amand, au théâtre Saint-Antoine (3 juillet)
- 1841 : Coucou !, vaudeville en un acte, avec Louis-Constant Laurent, au théâtre de la Porte-Saint-Martin (6 février)
- 1843 : Gloire et Perruque, vaudeville en 1 acte, avec Constant Laurent, au théâtre de la Porte-Saint-Martin (17 juillet)
- 1846 : Les Trois Baisers, comédie-vaudeville en 1 acte, avec Constant Laurent et Xavier de Montépin, au théâtre du Vaudeville (18 janvier)
- 1846 : Les Fleurs animées, vaudeville en 1 acte, avec Commerson et Xavier de Montépin, au théâtre du Vaudeville (13 juillet)
- 1847 : Jeanne d'Arc, drame en 5 actes et 10 tableaux précédé d'un discours en vers, avec Charles Desnoyer et Prosper Goubaux, au théâtre de la Gaîté (17 avril).
- 1849 : Le Bonhomme Jadis, opéra-comique en 1 acte, musique de Frédéric Bérat, à la Comédie-Française et au théâtre Beaumarchais, 1849
- 1851 : Drinn-Drinn, vaudeville en 1 acte, avec Édouard Brisebarre et Eugène Nyon, au théâtre des Variétés (13 septembre)
- 1852 : La Pompadour des Porcherons, vaudeville en 1 acte, avec Gérard, au théâtre des Folies-Dramatiques (13 janvier)
- 1853 : Un merlan en bonne fortune, vaudeville en 1 acte, avec Charles de Courcy et Charles Varin, au théâtre de la Gaîté (juillet)
- 1854 : Jean Pain-Mollet, vaudeville en 1 acte, avec Edouard Devaux, au théâtre des Célestins
- 1856 : La Cigale et la Fourmi, opérette en 1 acte, musique de Marc Burty, au théâtre des Célestins, 1856
- 1865 : Roland à Pont-de-Vaux, opéra-parodie, méli-mélo de grande et de petite musique en 4 actes, avec M ***, au théâtre des Célestins, 1865